# Unie van Krevo

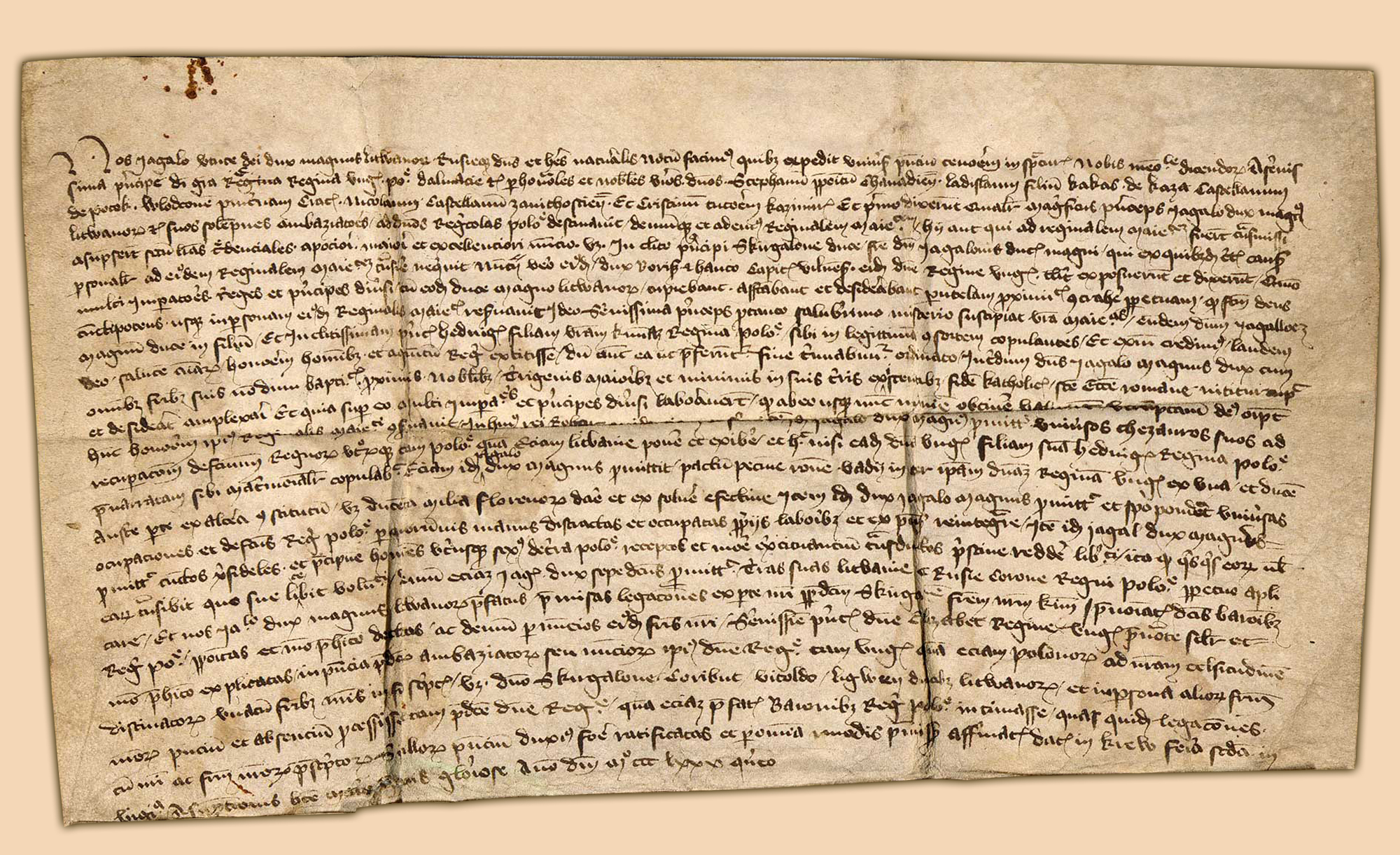
het document

De Unie van Krevo (Litouws: Krėvos sutartis, Wit-Russisch: Крэўская унія Krewskaja oenija, Pools: Unia w Krewie) bestaat uit een aantal voorwaarden op 14 augustus 1385 in het kasteel van Krevo opgesteld door grootvorst Jogaila van Litouwen voor zijn huwelijk met de minderjarige Jadwiga, koningin van Polen. Het verdrag zelf was beperkt in zijn bereik maar in de geschiedschrijving wordt de term Unie van Krevo niet slechts voor het eigenlijke document maar voor het geheel van ermee samengaande gebeurtenissen in de jaren 1385-86 gebruikt.
Na de onderhandelingen bekeerde Jogaila zich tot het christendom, huwde met Hedwig en werd in 1386 als Wladislaus II tot koning van Polen gekroond. Het was een beslissend moment in de geschiedenis van Polen en Litouwen en markeerde het begin van vier eeuwen gezamenlijke geschiedenis. In 1569 werd met de Unie van Lublin de personele unie tot een gezamenlijke staat, het Pools-Litouwse Gemenebest welke zou blijven bestaan tot de Derde Poolse Deling in 1795.

## Het document
Het originele document werd pas in 1835 in de archieven van de kathedraal van Krakau ontdekt. Voorheen was het bestaan van deze Unie van Krevo onbekend, en het document en de onderhandelingen in Krevo worden door middeleeuwse geschiedschrijvers nergens vermeld. Dit leidde ertoe dat sommigen, zoals de Litouws-Amerikaanse geschiedkundige Jonas Dainauskas, de authenticiteit ervan betwijfelden. De meeste onderzoekers erkennen de authenticiteit van het document.

## Achtergrond

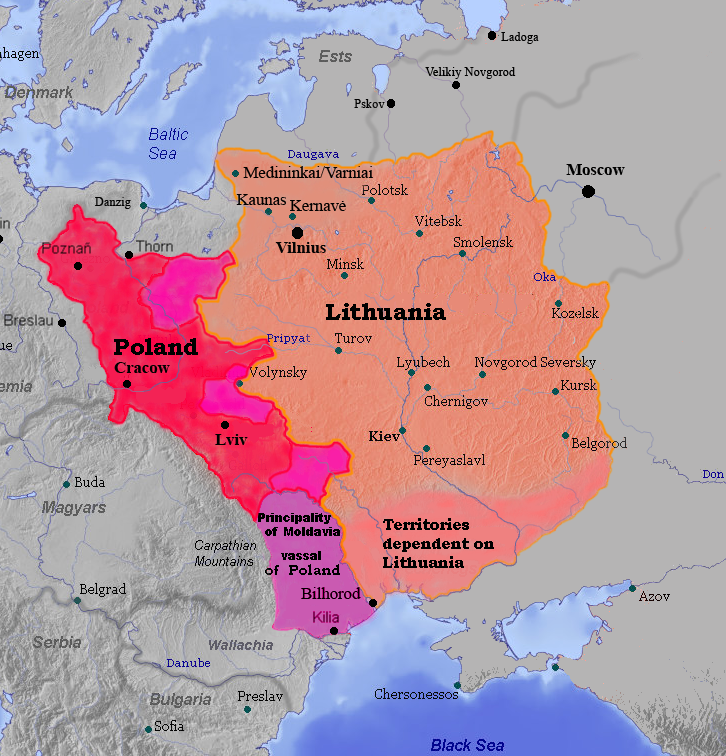
Polen en Litouwen in 1387

### Omstandigheden in Polen
De Poolse koning Lodewijk van Anjou overleed op 13 september 1382. Hij werd slechts overleefd door twee dochters, Maria (geboren rond 1371) en Hedwig (geboren rond 1373). De troonsopvolging was daardoor problematisch. Kandidaten voor de troon waren Maria en haar verloofde Sigismund de keurvorst van Brandenburg en de hertogen Ziemovit IV van Mazovië en Wladislaus II van Oppeln. Maria en Sigismund werden door de Poolse adel verworpen. De twee Poolse hertogen streden met elkaar wat resulteerde in een korte oorlog. 
Na lang onderhandelen door Elisabeth van Bosnië, moeder van Hedwig en regentes van Hongarije, werd Hedwig in Krakau op 15 oktober 1384 tot koning van Polen gekroond: niet tot koningin, om haar rechten op de troon te benadrukken. Evengoed had de nieuwe monarch een geschikte echtgenoot nodig. Een huwelijksverdrag met Willem van Oostenrijk werd gesloten. Deze reisde in de zomer van 1385 naar Polen om dit huwelijk te bevestigen maar werd in Wawel door Poolse edelen tegengehouden. De Oostenrijkers zouden daarom haar latere huwelijk met Jogaila als bigamie bestempelen. Enige edelen van Klein-Polen zoals Spytek van Melsztyn, Jan van Tarnów en Jan Tęczyński stelden daarop Jogaila als huwelijkskandidaat voor.

### Omstandigheden in Litouwen
Toen grootvorst Algirdas in 1377 overleed, liet hij de troon na aan zijn zoon Jogaila. De vorst regeerde niet alleen over de heidense Litouwers maar ook over een groot aantal orthodoxe Wit-Russen. Al ruim honderd jaar hadden de Litouwers zich moeten verdedigen tegen de kruisvaarders van de Duitse Orde die de bekering van Litouwen tot het katholicisme tot doel hadden. Jogaila zag de kerstening als onontkoombaar en zocht de meest voordelige optie. Het Verdrag van de Dubysa in 1382 met de Duitse Orde verlangde de bekering van Jogaila binnen vier jaar. Het verdrag werd echter niet geratificeerd. Het accepteren van een bekering door een langdurige vijand was politiek gevaarlijk. Intern zou het weerstand opleveren, en het zou het land in een afhankelijke positie tegenover de Duitse Orde kunnen brengen.
De orthodoxe moeder van Jogaila, Oeljana van Tver, zocht met het grootvorstendom Moskou naar een andere oplossing. Jogaila zou tot het orthodoxe geloof bekeren en trouwen met Sophia, dochter van grootvorst Dmitri Donskoj. Dit zou echter in de ogen van de Duitse Orde nauwelijks een verbetering zijn en zeker tot hernieuwde strijd leiden.
Met de derde oplossing, aangeboden door de Poolse edelen, zou hij de bovengenoemde problemen met de Duitse Orde kunnen omzeilen.

## Onderhandelingen
Aanvankelijk waren de verhoudingen tussen Polen en Litouwen niet bijzonder goed. Beide staten waren verbonden geweest toen Aldona, de tante van Jogaila, van 1325 tot 1339 koningin van Polen was. Ze bevochten elkaar echter tientallen jaren over Galicië-Wolynië, maar bezaten een gemeenschappelijke vijand in de Duitse Orde. Wanneer en door wie de onderhandelingen begonnen is niet zeker, mogelijk al vanaf 1383 toen Jogaila Ziemovit IV van Mazovië aanviel toen deze de Poolse troon trachtte te bemachtigen. Bij de kroning van Hedwig in het najaar van 1384 waren Litouwse afgevaardigden aanwezig, en Jogaila werd al als kandidaat gezien.
Halverwege 1385 stuurde Jogaila een officiële delegatie naar Polen. Deze omvatte zijn broer Skirgaila, een hertog genaamd Boris (mogelijk zijn neef, de zoon van Karijotas van Novogroedok) en Hennecke, een uit de Duitse burgerij van Riga afkomstige handelaar in Vilnius. Deze laatste hielp Jogaila tijdens de onderlinge oorlog in Litouwen (1381-84) Vilnius te heroveren. Als vertegenwoordiger van de handelaren zag hij grote mogelijkheden voor de handel tussen Polen en Litouwen. De delegatie sprak eerst met de Poolse edelen in Krakau. Daarna reisden ze naar Boeda voor een gesprek met Elisabeth van Hongarije. Vervolgens werd er een Poolse delegatie, bestaande uit twee vertegenwoordigers van Elisabeth en drie Poolse edelen, naar Litouwen gestuurd. Na terugkeer van de Litouwse delegatie bevestigde Jogaila de gemaakte afspraken in schrift.

## Inhoud van het document
Het document omvat 560 woorden en is gericht aan Elisabeth en de Poolse delegatie. Jogaila beschrijft kort het werk van de Litouwse afvaardiging en zijn acceptatie van de volgende voorwaarden voor een huwelijk met Jadwiga:
- De kerstening van Litouwen: Jogaila, de Litouwse edelen en alle heidense Litouwers zullen tot het rooms-katholicisme bekeerd worden.
- Een genoegdoening van 200.000 florijn voor Willem van Oostenrijk voor het afbreken van zijn verloving met Jadwiga
- De teruggave van alle door Polen in oorlog verloren landen. Dit betrof vooral Rood-Roethenië dat Lodewijk I van Hongarije bij het Koninkrijk Hongarije gevoegd had.
- De vrijlating van alle christelijke oorlogsgevangenen door de Litouwers
- Het toevoegen (Latijn: applicare) van de Litouwse en Roetheense landen aan de Poolse kroon.

Het document is gewaarborgd door de zegels van Jogaila's broers Skirgaila, Kaributas en Lengvenis en hun neef Vytautas.

## Huwelijk en kerstening van Litouwen
Op 11 januari 1386 ontving Jogaila in Volkovysk een Poolse afvaardiging. Deze presenteerden hem met een verklaring van de Poolse edelen dat deze akkoord zouden gaan met zijn verkiezing tot koning van Polen. De verkiezing vond op 1 februari plaats in Lublin. Jogaila en zijn verwanten kwamen op 12 februari aan in Krakau waar zij drie dagen later in de Wawelkathedraal door Bodzanta, de bisschop van Gniezno, gedoopt werden.
Jogaila kreeg de doopnaam Wladislaus naar de overgrootvader van Hedwig, Wladislaus de Korte. Het huwelijk werd gesloten op 18 februari, en op 4 maart werd Jogaila tot koning van Polen gekroond. Protesten van Willem van Oostenrijk en de Duitse Orde zorgden ervoor dat paus Urbanus VI het huwelijk niet erkende. Diens opvolger Bonifatius IX legitimeerde het uiteindelijk wel.
Direct na het huwelijk trokken Jogaila en Vytautas naar Galicië waar zij de Hongaren versloegen en 97.000 km² van West-Podolië veroverden. Andrej van Polotsk, de jongste broer van Jogaila, gebruikte diens afwezigheid om de troon van Litouwen te bemachtigen. Hij viel het gebied ten zuidoosten van Polotsk binnen, terwijl de Lijflandse Orde Litouwen binnenviel. Svjatoslav van Smolensk viel de stad Mstislavl aan. De aanvallen werden snel onderdrukt.
Aan het einde van 1386 keerde Jogaila terug naar Vilnius om zijn andere belofte te voldoen: Litouwen tot het christendom te bekeren. Hij haalde priesters het land binnen, en stichtte de eerste zeven parochies. Volgens de Poolse geestelijke Jan Długosz vertaalde hij eigenhandig het Onzevader en de apostolische geloofsbelijdenis in het Litouws. De massale plechtigheden waar de nieuwe bekeerlingen zonder veel uitleg gedoopt werden, werden tijdens het Concilie van Konstanz ernstig bekritiseerd.
Op 17 februari 1387 besloot Jogaila tot de bouw van de Kathedraal van Vilnius. Deze kreeg schenkingen van land in Tauragnai, Labanoras en Molėtai. Op 20 februari en 4 maart werden aan edelen die tot het christendom bekeerden dezelfde rechten als de Poolse adel toegekend, en kreeg Vilnius Maagdenburgs recht.

## Pools-Litouwse unie
Jogaila zette zijn broer Skirgaila aan als regent in Litouwen. Deze bleek weinig geliefd en de Litouwse adel hekelde de groeiende Poolse invloed. Vytautas zag zijn kans waar en van 1389 tot 1392 brak een machtsstrijd uit. Deze eindigde met het Verdrag van Ostrovo waarbij Vytautas groothertog van Litouwen werd onder de soevereiniteit van Jogaila. Vytautas voerde een onafhankelijke binnenlandse en buitenlandse politiek, maar werkte wel samen met Jogaila.
Een voorbeeld van deze Pools-Litouwse samenwerking was tijdens de Slag bij Tannenberg tegen de Duitse Orde. De Pools-Litouwse verhoudingen en de onafhankelijkheid van Vytautas werden formeel vastgesteld bij de Pact van Vilnius en Radom in 1401 en de Unie van Horodło in 1413.
Pas bij de Unie van Lublin in 1569 werd een permanente unie tussen het koninkrijk Polen en het groothertogdom Litouwen vastgesteld en ontstond het Pools-Litouwse Gemenebest.